# 常盤台駅
常盤台駅（ときわだいえき）は、かつて北海道美唄市常盤台（現・美唄市東美唄町常盤台）に存在した三菱鉱業美唄鉄道線（美唄鉄道）の駅（廃駅）である。

## 概要
1914年（大正3年）11月15日から1972年（昭和47年）5月31日まで、運行していた三菱鉱業美唄鉄道線（美唄鉄道）の鉄道駅であり、美唄駅から7番目の駅であった。ただし、常盤台駅は、1924年（大正13年）12月15日に開業した。1919年（大正8年）7月に、三菱鉱業専用鉄道が実現していたが、美唄鉄道が三菱鉱業専用鉄道を買収し地方鉄道に免許変更を行い、一般駅としての営業が実現した。
1.5 km先の北二ノ沢まで、延伸する計画があったが、中止となった（「三菱鉱業美唄鉄道線#概要」も参照）。
駅近くには、三菱美唄炭鉱があり、常盤台地区の住宅があって鉄筋コンクリートのアパートも存在していた。三菱美唄炭鉱の閉山により、三菱鉱業美唄鉄道も鉄道営業廃止となり、当駅も1972年（昭和47年）6月1日に廃止となった。

## 歴史
三菱美唄鉱業所が、一の沢地区の開発を進めるために専用鉄道を敷設し、1921年（大正10年）7月から常盤台の地に当時最先端の技術であった竪坑の開鑿を開始。1924年（大正13年）より採炭を開始すると、これに伴う形で当駅が開業した。

### 年表
- 1919年（大正8年）7月10日：沼貝駅（後の美唄炭山駅）から、北一ノ沢（後の当駅）経由で北二ノ沢へ行く三菱美唄鉱業所専用鉄道が敷設される。
- 1924年（大正13年）12月15日：美唄鉄道の一般鉄道営業が、美唄炭山駅から当駅まで延伸し、常盤台駅として開業。
- 1937年（昭和12年）3月15日：当駅より北二ノ沢への区間の起業廃止許可。
- 1950年（昭和25年）4月25日：三菱鉱業美唄鉄道の駅となる。
- 1972年（昭和47年）6月1日：三菱鉱業美唄鉄道線廃止により廃駅。

## 駅構造
西側に北から南へ流れる美唄川と川に沿って道道美唄炭山線（現・道道135号、以下道道炭山線と略）が走る。それらに沿って構内は南北に長く伸び、北側で少し東に"くの字"に折れる。東側の中央から南にかけて三菱美唄炭鉱後期の主力となった竪坑と通洞坑から送り出される石炭の巨大な積み込み施設が置かれ、また、北は坑木置き場が接する。構内南端近くでは常盤台丘陵の南東方から美唄川へ流れ下る一の沢（旧名・北一ノ沢）と、美唄炭山方から本線の山側を並走して来た道道炭山線が川側に移行する踏切が横切り、北端では常盤台市街地の北側へ向かう市道が道道炭山線から分かれて横切る。
1962年（昭和37年）時点で、駅舎は構内南端近くの美唄川側（西側）、道道炭山線脇に設置されていた。駅舎の北側に転車台を挟んで島状の単式ホーム1面が置かれ、駅舎とは転車台と本線の間の狭い通路を通り抜けて連絡した。駅舎手前で分岐した本線と副本線および副本線から分岐した側線の計3本はホームと積み込み施設の間を北側へ向かって敷かれ、ホームの裏側（美唄川側）には北側の本線から分岐して南へ戻る機回し線が、炭水設備と前述の転車台を介して駅舎前で本線と合流した。1947年（昭和22年）時点では駅舎前に単式ホームがあり、転車台から本線への合流線はなかった。
石炭積込線は4本が積み込み施設の中を南北に通り抜けていたが、南側では最も本線側に近い積込線を集合線として集合し、そのまま本線に沿って南へ引上線となって伸びていた。また、本線からは道道炭山線踏切近くで渡り線が接続していた。北側では本線を集合線として集合しそのまま引上線となって構内北端まで伸びていたが、集合端部分岐器近くからは坑木置き場側に坑木線が分岐し、引上線に沿って北へ伸びていた。なお、1937年（昭和12年）時点では積み込み施設の規模が少し小さく、積込線は3本であった。
その他の側線は、機回し線の北側分岐器近くから南側へ向かって客車留置線、坑木線分岐器近くから南側へ向かって石炭車留置線が、また一般貨物用としては、ちょうど駅舎から石炭積込線を挟んだ向かい側に設けられた倉庫前へ、短い積み降ろし線が一番外側の石炭積込線から分岐していた。1947年（昭和22年）時点ではこの貨物線は倉庫より先の、駅舎側からは石炭積み込み設備の裏手位置にあった貨物ホームへ引きこまれていたが、1962年（昭和37年）時点では後に出来たシックナー（沈殿槽）によって通路が塞がれ、貨物ホームは埋められて見えなくなっている。
道道炭山線の踏切近くには、道道から分かれて一の沢沿いに常盤台市街地南側へ向かう駅裏の市道脇から駅舎横へ連絡する跨線人道橋が設置されていた。

## 利用状況
| 乗車人員推移 | 乗車人員推移 |
| 年度         | 1日平均人数  |
| ------------ | ------------ |
| 1951         | 906          |
| 1960         | 1,253        |
| 1965         | 815          |
| 1966         | 831          |

## 駅周辺
かつては駅裏の丘陵に広がっていた常盤台市街区の他にも、美唄川対岸の少し南側の清水台丘陵に炭鉱住宅街があり、この街からの道路が駅舎近くで美唄川を渡って道道135号と接続していた。現在でもこの道路橋が残っている。また美唄川上流域、二の沢（旧名・北二ノ沢）合流地点や現在の美唄ダム付近まで道道135号沿いに炭鉱住宅地があった。
山奥という地勢上、炭鉱閉山後は一気に過疎化して無人地帯となったため、閉山直後から現在まで公共交通機関の運行はない。
- 美唄川
- 一の沢（旧名・北一ノ沢）
- 北海道道135号美唄富良野線（旧・美唄炭山線）
- 炭鉱メモリアル森林公園

炭鉱メモリアル森林公園に残る二基の竪坑櫓は、かつての当駅石炭積み込み施設の北端から坑木置き場の間、積込線との間に同坑や通洞坑からの送炭集合施設を挟んだ山側に位置した。

## 隣の駅
三菱鉱業
美唄鉄道線
美唄炭山駅 - 常盤台駅

## 駅跡

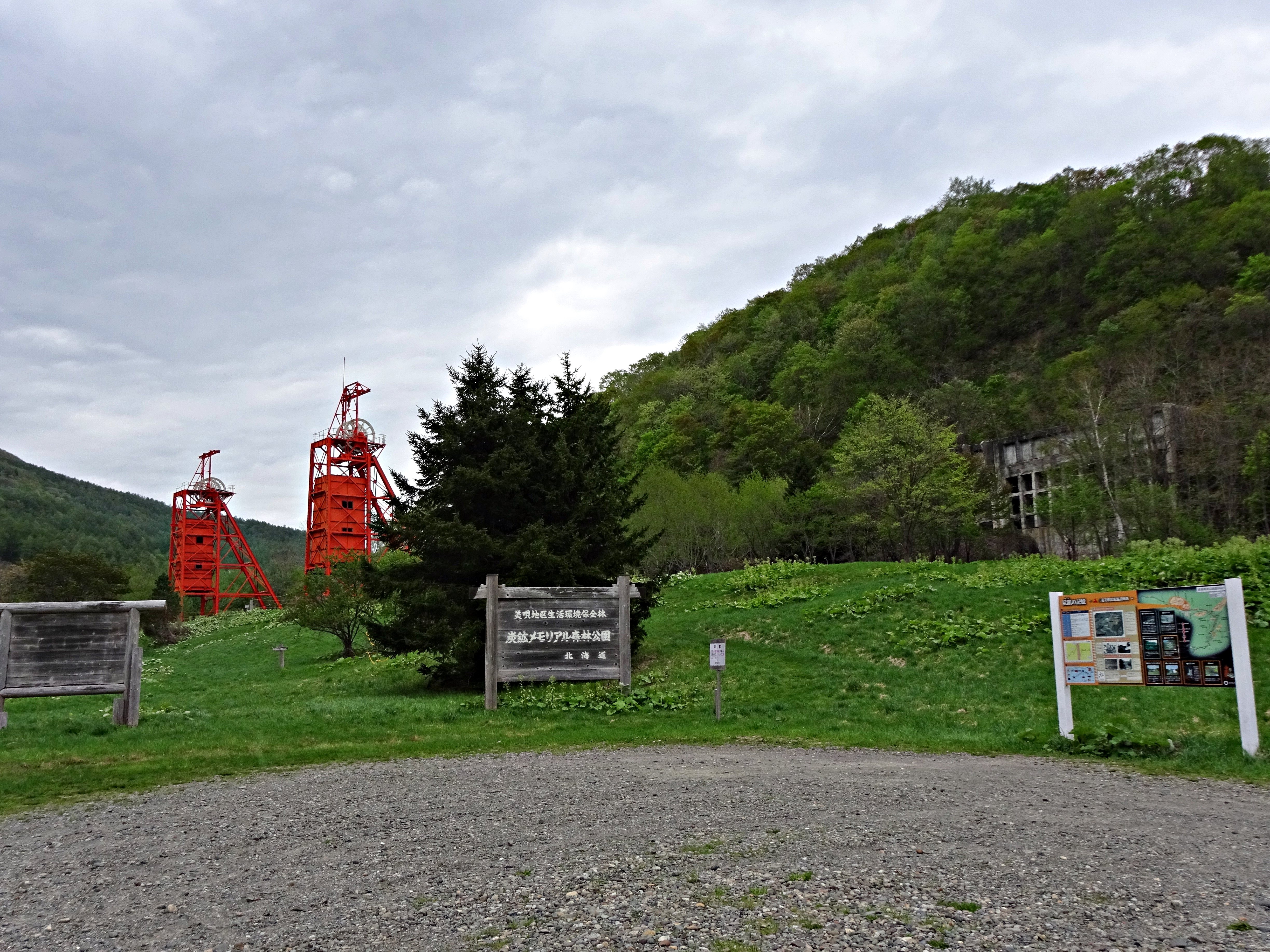
常盤台駅駅跡の採炭モニュメント（立坑巻き揚げ櫓）

当駅跡付近は、「炭鉱メモリアル森林公園」となっていて、炭鉱立坑巻き揚げ櫓が保存されている。